# Nepenthes deaniana
Nepenthes deaniana Macfarl., 1908 è una pianta carnivora della famiglia Nepenthaceae, endemica delle Filippine.

## Distribuzione e habitat
Questa specie è un endemismo ristretto all'area sommitale del Thumb Peak, un piccolo rilievo montuoso che sorge nei pressi di Puerto Princesa, sull'isola di Palawan (Filippine).
Cresce ad altituidini di 1100–1240 m.

## Conservazione
La Lista rossa IUCN classifica Nepenthes deaniana come specie prossima alla minaccia di estinzione (Near Threatened).